# حویر الترکمان
حویر الترکمان (به عربی: حویر الترکمان) یک روستا در سوریه است که در ناحیه عوج واقع شده‌است. حویر الترکمان ۱٬۰۰۳ نفر جمعیت دارد.